# Vargas Filho Atlético Clube
Vargas Filho Atlético Clube
A Vargas Filho Atlético Clube é um clube brasileiro da cidade de Fortaleza, capital do estado do Ceará.  Disputou Campeonatos Cearense de futsal  tendo ganho o primeiro estadual em 1956 do estado. 
No ano de 1975 acaba com jejum de título de estadual e vence novamente, dando passaporte para disputa da Taça Brasil de Futsal de 1976, na qual chega à decisão e perde para o Clube Náutico Capibaribe 

## Títulos
- Vice-campeão da Taça Brasil de Futsal : 1976 [2]
- Campeonato Cearense de Futsal :1956 e 1975 [4]